# Pedro Roma
Pedro Miguel da Mota Roma est un footballeur portugais né le 13 août 1970 à Pombal. Il évoluait au poste de gardien de but.

## Biographie
Pedro Roma joue principalement en faveur de l'Académica de Coimbra, son club formateur.
Il prend part à 364 rencontres en championnat avec l'Académica. Au total, il dispute 239 matchs en 1re division portugaise et 146 matchs en 2e division portugaise.  
Après sa carrière de joueur, Pedro Roma devient entraîneur des gardiens de l'Académica de Coimbra.

## Carrière
- 1988-1989 :  Académica de Coimbra (formation)
- 1989-1990 :  Naval 1er mai
- 1990-1992 :  Académica de Coimbra
- 1992-1993 :  Benfica
- 1993-1994 :  Gil Vicente FC (prêté par Benfica)
- 1994-1995 :  Académica de Coimbra (prêté par Benfica)
- 1995-1996 :  FC Famalicão
- 1996-2001 :  Académica de Coimbra
- 2001 :  Sporting Braga (prêté par l'Académica)
- 2002-2009 :  Académica de Coimbra [1],[2]

## Statistiques
- 239 matchs en 1re division portugaise
- 146 matchs en 2e division portugaise